# Кімаки

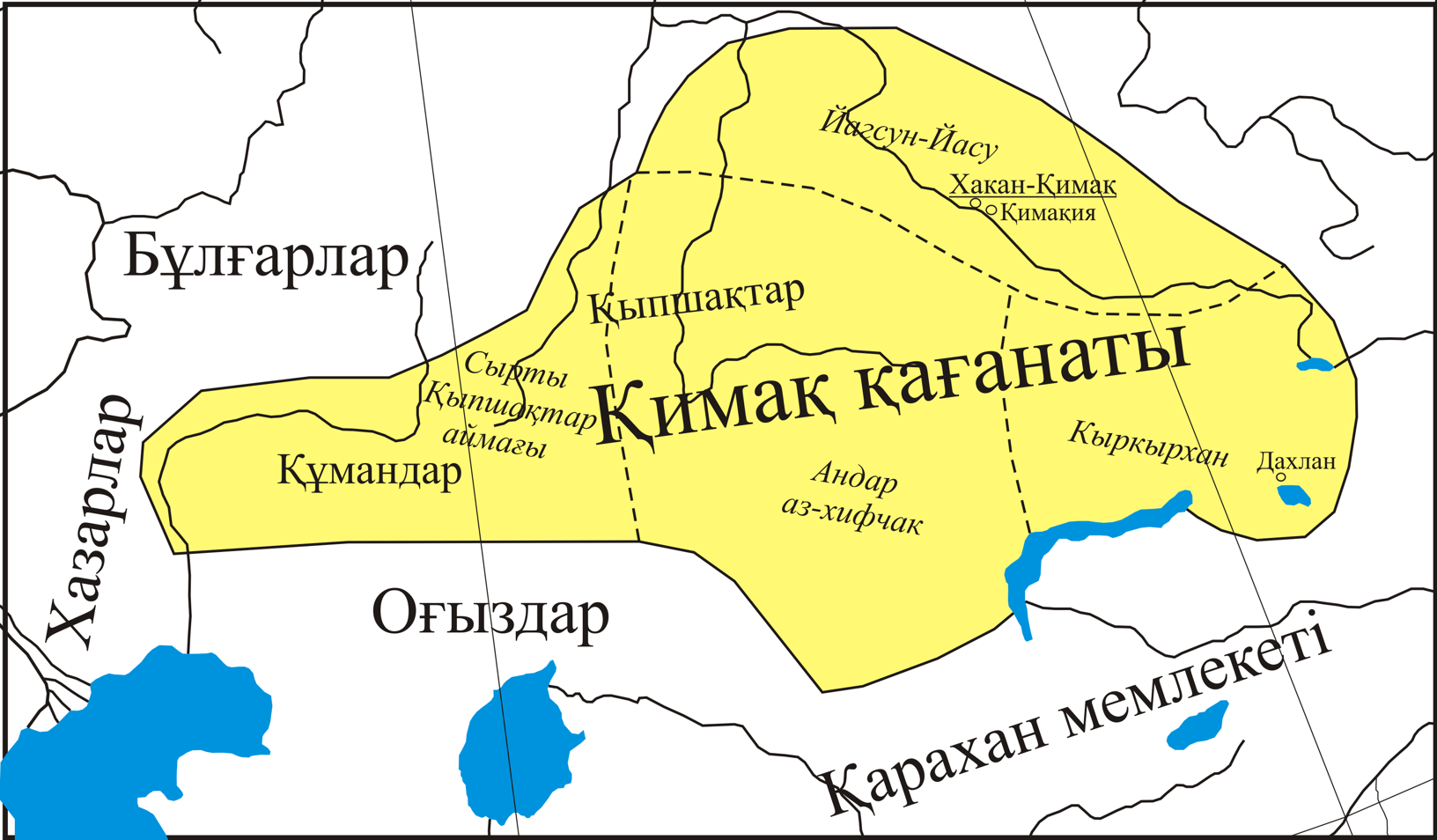
Карта земель Кімакського каганату

Кімаки — тюркський або монгольський кочовий народ, в ряді джерел описуються як імеки. Займали території східного та центрального Казахстану.
Л. М. Гумільов ототожнював кімаків з чумукунь (кит.: 处木昆), потомками середньоазійських хуннів з об'єднання чуйських племен алти чуб. У VII ст. в Західно-тюркському каганаті чумукунь входили в союз племен дулу. При цьому тотожність чумукунь і кімаків не є загальновизнаною.
В кінці IX ст. в склад кімакської держави входило сім племінних груп: ішк, ланіказ, аджлад, айрум, баяндур, татар, кипчак.
Держава кімаків припинила своє існування в результаті «ланцюгової міграції» кочових племен в 30-х рр. XI ст., коли «кімаки втратили політичну гегемонію та опинились в залежності від кипчаків». Приблизно в той же час була записана генеалогічна легенда Гардізі.

## Походження
У казахській історіографії переважає думка про те, що кімаки є телеським племенем, відомим в китайських джерелах як яньмо. Відповідно до думки Б. Е. Кумекова, кімаки (яньмо) на початку VII ст. мешкали в басейні Кобдо, в Північно-Західній Монголії. В середині VII ст. вони перекочували північніше Алтайських гір та в Приіртишшя. Між 766 и 840 роками кімаки зайняли територію Західного Алтаю, Тарбагатаю і Алакольскої котловини. При цьому, як вважає Ж. М. Сабітов, версія Б. Е. Кумекова про те, що кімаки проживали на території Алтаю і Іртиша, починаючи з VII ст. помилкова. Більш обґрунтованою є версія С. М. Ахінжанова про відносно пізню появу кімаків на Іртиші. За думкою Ж. М. Сабітова, появу кімаків на Іртиші, варто датувати ніяк не раніше кінця X ст. — початку XI ст.
В склад кімаків входило сім племен: еймюр (імі), імек, татар, кипчак, баяндур, ланіказ, аджлар (аджлад). Імі (еймюр) є варіантом вимови відомого племені кібі, що входило в телесський союз. Назва імек більше відома як кімек. Ланіказ є написанням назви роду теленгітів (доланьго). Аджлад має відношення або до уйгурського роду едіз, або до монголомовного племені ажа.
Існує кілька версій про походження народу та долі його нащадків, одною з яких є версія про набагато ближче споріднення якутських та казахських племен, ніж офіційно визнано сьогодні. Казахський сходознавець та історик С. М. Ахінжанов самоназвою кімаків вважав слово уранхай або окремо кай і уран, що означало змію. При цьому, згідно Ж. М. Сабітову, племена кімак і кай (уран) мають різне походження. Кімаки (ємеки) ним ототожнюються з монголомовними кумосі більш пізніми урянхайцями. Кай (уран), за його думкою, не тотожні кімакам.